# Royal Golf Club des Fagnes
Pour les articles homonymes, voir Fagnes.
Le Royal Golf Club des Fagnes, propose un parcours classé par les revues spécialisées parmi les meilleurs européens. Il fut construit dans les années 1920 par l'architecte Tom Simpson. Le terrain est de 6 040 m2 pour un par de 72. Le club offre un restaurant dénommé "L'Hippodrome" et un Pro Shop. 
Le président du Conseil d'Administration est Pierre Weerts. 
Depuis 2024, le Conseil d'Administration est composé de Marco Ossena, vice-président, Didier Dukerts, responsable infrastructure hors terrain, Marie-Paule Pecher, responsable relation clubhouse et animations, Jean-Pierre Litte , responsable des relations avec la Ville de Spa et de Jalhay, Laurent Vervier, trésorier, Dany Delettre, responsable marketing et Philippe Bouchat et Benoit Piron, responsables gestion du terrain.
Il reçut la note de 17/20 dans l'édition 2008/2009 du Peugeot Golf Guide.